# Siège de Rouen (1204)
Pour les articles homonymes, voir Siège de Rouen.
Conflit entre Capétiens et Plantagenêts
Batailles
- Fréteval (1194)
- Gisors (1198)
- Châlus-Chabrol (1199)

- Mirebeau (1202) (en)
- Château-Gaillard (1203-1204)
- Rouen (1204)

- Damme (navale) (1213)
- Damme (terrestre) (1213)
- La Roche-aux-Moines (1214)
- Bouvines (1214)

- Lincoln (1217)
- Douvres (1217)
- Sandwich (1217)

- La Rochelle (1224)

- Taillebourg (1242)

Le siège de Rouen, en 1204 par les Français, a lieu sous le règne de Philippe Auguste.

## Déroulement
La campagne finale pour la conquête de la Normandie commence le 2 mai 1204, par les prises, en quelques jours, de Pont-de-l'Arche, Roche-Orival, du Neubourg, de Moulineaux et de Montfort-sur-Risle. Ayant remis à plus tard les conquêtes de Rouen, Arques et Verneuil, le roi de France se fait livrer Argentan le 7 mai par son défenseur, le Flamand Roger de Gouy. Falaise tombe ensuite après un siège rapide de sept jours, puis Caen tombe aussi sans pratiquement aucun combat. Guillaume Crassus, le sénéchal de Normandie, se réfugie à Rouen. Philippe Auguste le poursuit pour mettre le siège à Rouen vers la fin du mois de mai. Dans le même temps, les Bretons, qui veulent venger la mort d'Arthur, attaquent à l'ouest l'Avranchin. Profitant de la marée propice, c'est le Mont-Saint-Michel qui est d'abord conquis par le feu. Ils font jonction avec les armées françaises à Caen avant de conquérir le reste de l'Avranchin puis le Cotentin.
Rouen assiégée par les Français est prêt à soutenir un long siège. Les provisions, venues de toute la Normandie, sont assez abondantes pour tenir un long moment, les derniers résistants à l'occupation française sont réfugiés derrière les hautes murailles de la ville et de ses triples fossés. Elle est commandée par Pierre de Préaux, assisté par l'élite des barons du voisinage. Pourtant le 1er juin 1204, la ville signe un accord avec les Français stipulant la reddition en cas d'échec ou d'absence, de tentatives de secours dans les trente jours suivants ; ce traité concerne aussi les villes d'Arques et Verneuil, investies mais non prises par les troupes royales. La peur que les avantages commerciaux de la ville soient supprimés en cas de résistance trop longue est si forte que la ville préfère se rendre sans combat. Le 24 juin, avant même la fin du délai, les portes de la ville sont ouvertes et les troupes françaises pénètrent dans Rouen sans résistance de la population.

## Conséquences
Le siège de Rouen en 1204 marque le rattachement de la Normandie au domaine royal français.
Les privilèges des bourgeois rouennais sont confirmés.